# Ophiocentrus putnami
Ophiocentrus putnami is een slangster uit de familie Amphiuridae.
De wetenschappelijke naam van de soort werd in 1871 gepubliceerd door Theodore Lyman.